# 蓮花高鱂
蓮花高鱂，為輻鰭魚綱鯉齒目鯉齒亞目花鳉科的其中一種，分布於非洲加彭的淡水流域，體長可達6公分，屬肉食性，生活習性不明，可作為觀賞魚。